# إلياس دايتون
إلياس دايتون (بالإنجليزية: Elias Dayton)‏ هو ضابط وسياسي أمريكي، ولد في 1 مايو 1737 في الولايات المتحدة، وتوفي في 22 أكتوبر 1807 في نفس البلد. انتخب عضو جمعية نيوجيرسي العامة.